# Polymorphus miniatus
Polymorphus miniatus es una especie de acantocéfalo del género Polymorphus, familia Polymorphidae. Fue descrita por von Linstow en 1896. Se encuentra en América del Sur.